# أندرو إي. لي
أندرو إي. لي (بالإنجليزية: Andrew E. Lee)‏ هو شخصية أعمال وسياسي نرويجي وأمريكي، ولد في 18 مارس 1847 في النرويج، وتوفي في 19 مارس 1934 في فيرمليون في الولايات المتحدة. حزبياً، نشط في حزب الشعب والحزب الديمقراطي. وقد انتخب حاكم داكوتا الجنوبية ‏ (1897 – 8 يناير 1901).